# Rossmund Golf Club
De Rossmund Golf Club is een golfclub in Swakopmund, Namibië. De club is opgericht in 1980 en heeft een 18-holes golfbanen met een par van 72.
De golfbaan werd ontworpen door de golfbaanarchitect Gary Player. De fairways werden beplant met kikuyugras, een tropische grassoort, en de greens met struisgras.

## Golftoernooien
- Namibia PGA Championship: 2009